# テームズ・アンド・ハドソン
テームズ・アンド・ハドソン（Thames & Hudson, しばしば簡潔にT&Hと表現される）は、ヴァルター・ノイラート (Walter Neurath)、エーファ・ノイラート (Eva Neurath) 夫妻によって1949年にイギリスで設立された出版社である。美術系の出版物で知られる。会社の名前は、いずれも大西洋に流れ込むロンドンのテームズ川とニューヨークのハドソン川にちなんで名付けられた。、2匹のイルカのマークで知られ、独立系の家族経営の出版社として続いている。
テームズ・アンド・ハドソンは、ロンドンを本拠にニューヨーク（テームズ・アンド・ハドソンUSA）とパリに別個の本社をもつ。ジャンルとしては、考古学、建築、美術、装飾美術、デザイン、歴史、写真、宗教、精神世界などの出版物に強い。さらに、子ども向けの本も刊行している。ライバル会社としては、タッシェン (Taschen)、アベヴィル出版グループ、ハリー・N・エイブラムス (Harry N. Abrams, Inc.)、リッツオーリ出版 (Rizzoli publications, Inc.) などがあげられる。
テームズ・アンド・ハドソンで著名なのは、「古代の民族（人々）と地域（土地）」(Ancient People and Places) シリーズや「世界の美術」シリーズがあげられる。特に前者は古くから日本でも注目されておりマイケル・コウの『マヤ』初版 (Michael D. Coe 1966 Maya) が1975年に訳され学生社から刊行されている。また第6版も『古代マヤ文明』として2003年に訳されて、創元社から刊行された。ロンドン・ナショナル・ギャラリーのマイケル・リービーによる『絵画略史：ジョットからセザンヌまで』(A Concise History of Painting: From Giotto to Cézanne) は、古典的な権威ある名著で初版は1962年に刊行され、イタリアでの遠近画法の出現から20世紀初頭の近代美術までを扱うヨーロッパ美術史の入門書である。